# Snooker-Saison 2008/09
Die Snooker-Saison 2008/09 war eine Serie von Snooker-Turnieren, die der Main Tour angehören. Neben Titel und Preisgeld gab es bei acht Turnieren auch Weltranglistenpunkte zu gewinnen. Hinzu kamen zwei Einladungsturniere, bei denen keine Punkte vergeben werden.
Im Vergleich zur Vorsaison hat die Zahl der Ranglistenturniere um eines zugenommen. Um der zunehmenden Bedeutung des Snooker-Sports in Asien gerecht zu werden, wurde mit der Bahrain Championship erstmals ein Turnier im Nahen Osten aufgenommen. Bei den Einladungsturnieren fielen der Malta Cup und der Pot Black Cup weg, stattdessen fand erstmals das Jiangsu Classic statt.
Die Saison begann am 4. Juni 2008 mit dem Jiangsu Classic und endete am 4. Mai 2009 mit dem Weltmeisterschaftsfinale.

## Saisonergebnisse
Die folgende Tabelle zeigt die Saisonergebnisse.
| Datum                              | Turnier                      | Austragungsort | Art                   | Sieger            | Finalist          | Ergebnis |
| 4. Juni bis 8. Juni 2008           | Jiangsu Classic 2008         | Nanjing        | Einladungsturnier     | Ding Junhui       | Mark Selby        | 6:5      |
| 24. August bis 31. August 2008     | Northern Ireland Trophy 2008 | Belfast        | Weltranglistenturnier | Ronnie O’Sullivan | Dave Harold       | 9:3      |
| 29. September bis 5. Oktober 2008  | Shanghai Masters 2008        | Shanghai       | Weltranglistenturnier | Ricky Walden      | Ronnie O’Sullivan | 10:8     |
| 11. Oktober bis 19. Oktober 2008   | Grand Prix 2008              | Glasgow        | Weltranglistenturnier | John Higgins      | Ryan Day          | 9:7      |
| 8. November bis 15. November 2008  | Bahrain Championship 2008    | Manama         | Weltranglistenturnier | Neil Robertson    | Matthew Stevens   | 9:7      |
| 13. Dezember bis 21. Dezember 2008 | UK Championship 2008         | Telford        | Weltranglistenturnier | Shaun Murphy      | Marco Fu          | 10:9     |
| 11. Januar bis 18. Januar 2009     | Masters 2009                 | London         | Einladungsturnier     | Ronnie O’Sullivan | Mark Selby        | 10:8     |
| 16. Februar bis 22. Februar 2009   | Welsh Open 2009              | Newport        | Weltranglistenturnier | Allister Carter   | Joe Swail         | 9:5      |
| 30. März bis 5. April 2009         | China Open 2009              | Peking         | Weltranglistenturnier | Peter Ebdon       | John Higgins      | 10:8     |
| 18. April bis 4. Mai 2009          | World Championship 2009      | Sheffield      | Weltranglistenturnier | John Higgins      | Shaun Murphy      | 18:9     |

## Weltrangliste
Die Snookerweltrangliste wird erst nach einer vollendeten Saison aktualisiert und berücksichtigt die Leistungen der vergangenen zwei Spielzeiten. Die folgende Tabelle zeigt die 32 bestplatzierten Spieler der Saison 2008/09, sie beruht also auf den Ergebnissen 2006/07 und 2007/08. In Klammern ist jeweils die Vorjahresplatzierung angegeben.
| Platz 1 – 8 | Platz 1 – 8           | Platz 9 – 16 | Platz 9 – 16       | Platz 17 – 24 | Platz 17 – 24        | Platz 25 – 32 | Platz 25 – 32         |
| ----------- | --------------------- | ------------ | ------------------ | ------------- | -------------------- | ------------- | --------------------- |
| 1           | Ronnie O’Sullivan (5) | 9            | Peter Ebdon (6)    | 17            | Matthew Stevens (20) | 25            | Ian McCulloch (28)    |
| 2           | Stephen Maguire (10)  | 10           | Neil Robertson (7) | 18            | Ken Doherty (4)      | 26            | Stephen Lee (13)      |
| 3           | Shaun Murphy (3)      | 11           | Ding Junhui (9)    | 19            | Jamie Cope (22)      | 27            | Barry Hawkins (19)    |
| 4           | Mark Selby (11)       | 12           | Joe Perry (18)     | 20            | Joe Swail (17)       | 28            | Dave Harold (30)      |
| 5           | John Higgins (1)      | 13           | Graeme Dott (2)    | 21            | Stuart Bingham (23)  | 29            | Steve Davis (15)      |
| 6           | Stephen Hendry (8)    | 14           | Marco Fu (27)      | 22            | Mark Williams (12)   | 30            | Michael Judge (34)    |
| 7           | Ali Carter (14)       | 15           | Mark King (21)     | 23            | Nigel Bond (25)      | 31            | Anthony Hamilton (26) |
| 8           | Ryan Day (16)         | 16           | Mark Allen (29)    | 24            | Fergal O’Brien (37)  | 32            | Dominic Dale (31)     |

## Qualifikation für die Main-Tour 2008/09
Neben den 64 bestplatzierten Spielern der Weltrangliste zum Abschluss der Saison 2007/08 wurden die übrigen 32 Startplätze wie folgt vergeben:
| Verbleib auf der Main-Tour über die Einjahreswertung 2007/08 1. Jimmy White 2. Scott MacKenzie 3. Lee Spick 4. Matthew Selt 5. Patrick Wallace 6. Rodney Goggins 7. James McBain 8. Supoj Saenla Qualifikation über die Pontin’s International Open Series 2007/08 1. Kuldesh Johal 2. Peter Lines 3. Simon Bedford 4. Jamie Jones 5. Matthew Couch 6. Daniel Wells 7. Paul Davison 8. Lewis Roberts | Qualifikation über Internationale Amateurmeisterschaften 1. Atthasit Mahitthi (IBSF-Amateurweltmeister) 2. Michael Georgiou (IBSF-U21-Weltmeister) 3. David Grace (EBSA-Europameister) 4. Stephen Craigie (EBSA-U19-Europameister) 5. Stefan Mazrocis (EBSA International Play-Off) 6. Jin Long (ACBS-Asienmeister) 7. Li Hang (ACBS-U-21 Asienmeister) 8. Chris McBreen (OBSF-Ozeanienvizemeister) Qualifikation über Nationalverbände 1. Wayne Cooper (Englische Nummer 1) 2. Andy Lee (Englische Playoffs) 3. Robert Stephen (Schottische Nominierung) 4. Andrew Pagett (Walisische Nominierung) 5. Vincent Muldoon (Irische Nominierung) 6. Declan Hughes (Nordirische Nominierung) 7. Aditya Mehta (Asiatische Nominierung) Qualifikation über WPBSA Wildcard 1. Liu Chuang |